# Schakel (zeilboot)
De schakel is in 1961 door Verbondsmeters G.J.M. Luyten en D.J. Koopmans ontworpen, op initiatief van het Koninklijk Nederlands Watersport Verbond. Er was behoefte aan een nieuwe midzwaard-klasse, die de schakel zou vormen tussen de kleinere Jeugdboot en de grotere wedstrijdklassen zoals de Vrijheid. Het ontwerp moest geschikt zijn voor toer- en wedstrijdzeilers en geschikt voor zelfbouw.
De schakel heeft om die reden een V-vormige bodem gekregen en is gemaakt van watervast multiplex. De trimmogelijkheden zijn eenvoudig maar goed. Een spinnaker is niet toegestaan. Wel is er een trapeze. De kuip is lang genoeg om er twee volwassenen in te laten slapen.
Na het indienen van de ontwerpen door verschillende werven en de bouw van een proefserie van de nieuwe boten volgde een aantal testwedstrijden. Het schakelontwerp won. Binnen twee jaar werden er al 250 schakels gebouwd. Grote veranderingen in het ontwerp zijn er sinds die tijd niet geweest. De grootste wijziging was in 1994, toen de vorm van het roer is veranderd. Anno 2010 zijn er meer dan 2600 meetbrieven verstrekt.
De schakel dankt zijn populariteit niet in de laatste plaats aan de actieve schakelorganisatie. In Friesland is de boot populair bij zeilers die uit de Flits zijn gegroeid.
Later is het ontwerp min of meer nagebouwd in polyester onder de naam Flying Arrow.